# 桃園國際男子足球隊
桃園國際男子足球隊（英語：Inter Taoyuan FC），簡稱為桃園國際，為台灣半職業男子足球隊，目前參賽於台灣乙級足球聯賽。

## 隊史
桃園國際的成立於2003年，源自3個來自台北美國學校的男孩對足球的熱情。來自牙買加的教練Oliver Lazarus Harley（鎮炤），與另外分別來自荷蘭及英格蘭的兩位教練，三人一同經營「國際足球俱樂部Inter FC」。從主要以台北美國學校學生為主，到後來納編來自各地對足球有熱情的球員加入。
2019年得到桃園市政府支持，合作改名為桃園國際男子足球隊。
2020年挑戰參加2020台企甲資格賽，可惜於第一輪在PK戰負於S.F.I.，只能參加首屆台灣乙級足球聯賽，最終拿下台乙亞軍，獲得參加升降級附加賽的機會。在與紅獅FC的附加賽中，0：0鏖戰到點球大戰，最後以2：4於點球大戰中敗北，錯失升上台甲的機會。
2021年台灣乙級足球聯賽，桃園國際獲得第4名。

## 職球員名單
職員：
總領隊：莊佳佳
。領隊：高俊彬
。球隊經理：杜恩琦 。總教練：林信宇

### 球員名單
1. 哈丁詹姆士
2. 馬良丞
3. 詹沅銘
4. 李力為
5. 狄亞哥
6. 白朗奇哲明
7. 阮垂海
8. 雷翼
9. 李家獻
10. 李鎮宇
11. 許文鄧育
12. 高尼克
13. 林憲男
14. Durante
16. 林天佑
17. 徐宏銍
18. 呂昱緯
19. 林旲緯
20. 龐欽中
21. 陳禹澔
22. 安多
24. 陳逸安
25. 齊崧琪
26. 康志良
28. 曾子宸
29. 陳金洋
30. 陳和謙
31. 岡田慎也
33. 蔡明哲
48. 劉昱辰
66. 卓敖
69. 邱柏強
82. 楊春光
86. 卯力西歐
99. 亞歷山卓

## 外部連結
- 桃園國際官方FB粉絲專頁 （页面存档备份，存于）